# Du som av kärlek varm
Du som av kärlek varm är en bönepsalm om helgelse av Sylvanus Dryden Phelps 1862, översatt av Erik Nyström 1893.  I Lova Herren är texten något bearbetad.
Mel. (G/F-dur, 4/4) komp. av Robert Lowry 1871. 

## Publicerad i
- Sionstoner 1889 som nr 684
- Svensk söndagsskolsångbok 1908 som nr 300 under rubriken "Lärare- och föräldramöten".
- Sionstoner 1935 som nr 491 under rubriken "Nådens ordning: Trosliv och helgelse".
- Guds lov 1935 som nr 375 under rubriken "Förhållandet till vår nästa".
- Frälsningsarméns sångbok 1968 som nr 230 under rubriken "Det Kristna Livet - Andakt och bön".
- Den svenska psalmboken 1986 som nr 94 under rubriken "Vittnesbörd, tjänst, mission".
- Lova Herren 1988 som nr 566 under rubriken "Guds barn i bön och efterföljelse".
- Sions Sånger 1981 som nr 90 under rubriken "Guds nåd i Kristus".